# Distretto direttivo di Lipsia
Il distretto direttivo di Lipsia (in tedesco Direktionsbezirk Leipzig) era uno dei tre distretti direttivi della Sassonia, Germania, situati nel nordovest dello stato federato.

## Storia
Venne creato con la riforma amministrativa della Sassonia del 1º agosto 2008, succedendo al vecchio distretto governativo di Lipsia, di cui mantenne il medesimo territorio e capoluogo.
Venne soppresso nel 2012.

## Suddivisione
Il distretto direttivo di Lipsia comprendeva due circondari (Landkreis) e una città non appartenente ad alcun circondario (Kreisfreie Stadt):
- circondari
  - Lipsia (Leipzig)
  - Sassonia Settentrionale (Nordsachsen)
- città
  - Lipsia (Leipzig)